# Bothriechis nubestris
Bothriechis nubestris is een slang uit de familie adders (Viperidae) en de onderfamilie groefkopadders (Crotalinae).

## Naam en indeling
De wetenschappelijke naam van de soort werd voor het eerst voorgesteld door Tiffany M. Doan, Andrew J. Mason, Todd A. Castoe, Mahmood Sasa en Christopher L. Parkinson in 2016. De soortaanduiding nubestris betekent "behorend tot de wolken/nevelen" en verwijst naar het leefgebied van de slang.

## Verspreiding en habitat
Bothriechis nubestris komt voor in nevelwouden van 2400 tot 3000 meter hoogte in de Cordillera de Talamanca in de Costa Ricaanse provincies San José Cartago en Limón. Bothriechis nubestris is een boombewonende slang.

## Uiterlijke kenmerken
Bothriechis nubestris is een middelgrote, slanke groefkopadder. De lichaamslengte bedraagt circa 78 centimeter en de grijpstaart is ongeveer 13 cm lang. De slang heeft 21 rijen schubben in de lengte op het midden van het lichaam en 150 tot 160 schubben aan de buikzijde. Onder de staart zijn 52 tot 64 staartschubben aanwezig. Deze slang heeft groene lichaamskleur aan de bovenzijde met zwarte vlekken. Gepunte supraoculaire schubben ('wenkbrauwen') ontbreken, in tegenstelling tot bij verwante soorten zoals Schlegels grijpstaartslang.

## Wetenschappelijke beschrijving
DNA-analyses en morfologische variatie toonden verschillen tussen populaties van Bothriechis nigroviridis, een soort die voorkomt in de bergketens van Costa Rica en westelijk Panama. Het holotype van Bothriechis nubestris werd al in 1973 verkregen bij San Isidro de El General. In 2016 werd de slang als zelfstandige soort beschreven, naar aanleiding van nieuwe analyses.